# Basey
Basey è una municipalità di terza classe delle Filippine, situata nella Provincia di Samar, nella regione di Visayas Orientale.
Basey è formata da 51 baranggay:
- Amandayehan
- Anglit
- Bacubac
- Balante
- Baloog
- Basiao
- Baybay (Pob.)
- Binongtu-an
- Buenavista
- Bulao
- Burgos
- Buscada (Pob.)
- Cambayan
- Can-abay
- Cancaiyas
- Canmanila
- Catadman

- Cogon
- Del Pilar
- Dolongan
- Guintigui-an
- Guirang
- Iba
- Inuntan
- Lawa-an (Pob.)
- Loog
- Loyo (Pob.)
- Mabini
- Magallanes
- Manlilinab
- May-it
- Mercado (Pob.)
- Mongabong
- New San Agustin

- Nouvelas Occidental
- Old San Agustin
- Palaypay (Pob.)
- Panugmonon
- Pelit
- Roxas
- Salvacion
- San Antonio
- San Fernando (Nouvelas Oriental)
- Sawa
- Serum
- Sugca
- Sugponon
- Sulod (Pob.)
- Tinaogan
- Tingib
- Villa Aurora